# 1972年ミュンヘンオリンピックのソビエト連邦選手団
1972年ミュンヘンオリンピックのソビエト連邦選手団（1972ねんミュンヘンオリンピックのソビエトれんぽうせんしゅだん）は、1972年8月26日から9月11日にかけて西ドイツのミュンヘンで開催された1972年ミュンヘンオリンピックのソビエト連邦選手団、およびその競技結果。

## 概要
今大会は金メダル50個、銀メダル27個、銅メダル22個の合計99個のメダルを獲得した。

## メダル
| メダル | 選手名                                                                                    | 競技   | 種目                       |
| ------ | ----------------------------------------------------------------------------------------- | ------ | -------------------------- |
| 金     | ワレリー・ボルゾフ                                                                        | 陸上   | 男子100m                   |
| 金     | ワレリー・ボルゾフ                                                                        | 陸上   | 男子200m                   |
| 金     | ユーリー・タルマク                                                                        | 陸上   | 男子走高跳                 |
| 金     | ヴィクトル・サネイエフ                                                                    | 陸上   | 男子三段跳                 |
| 金     | アナトリー・ボンダルチュク                                                                | 陸上   | 男子ハンマー投             |
| 金     | ニコライ・アビロフ                                                                        | 陸上   | 男子十種競技               |
| 金     | リュドミラ・ブラギナ                                                                      | 陸上   | 女子1500m                  |
| 金     | ナデジダ・チジョワ                                                                        | 陸上   | 女子砲丸投                 |
| 金     | ファイナ・メルニク                                                                        | 陸上   | 女子円盤投                 |
| 金     | ヴァレリ・リハチョフ ヴァレリ・ヤルディ ゲナディ・コムナトフ ボリス・シュコフ             | 自転車 | 男子チームタイムトライアル |
| 金     | ウラディミル・セメネツ イゴル・ツェロバルニコフ                                           | 自転車 | 男子タンデムスプリント     |
| 銀     | エフゲニー・アルザノフ                                                                    | 陸上   | 男子800m                   |
| 銀     | アレクサンドル・コルネリュク ウラジミール・ロベツキー ユリス・シロヴス ワレリー・ボルゾフ | 陸上   | 男子4×100mリレー           |
| 銀     | ウラジミル・ゴルブニチー                                                                  | 陸上   | 男子20km競歩               |
| 銀     | ヴェニアミン・ソルダテンコ                                                                | 陸上   | 男子50km競歩               |
| 銀     | ヤーニス・ルーシス                                                                        | 陸上   | 男子やり投                 |
| 銀     | レオニード・リトビネンコ                                                                  | 陸上   | 男子十種競技               |
| 銀     | ニョレ・サバイテ                                                                          | 陸上   | 女子800m                   |
| 銀     | ウラジミール・ブレ ヴィクトル・マザノフ ヴィクトル・アボイモフ イーゴリ・グリエニコフ     | 競泳   | 男子4×100m自由形リレー     |
| 銀     | ガリナ・プロズメンシコワ                                                                  | 競泳   | 女子100m平泳ぎ             |
| 銅     | ワシリー・フメレフスキー                                                                  | 陸上   | 男子ハンマー投             |
| 銅     | ウラジミール・ブレ                                                                        | 競泳   | 男子100m自由形             |
| 銅     | イーゴリ・グリベニコフ ヴィクトル・マザノフ ゲオルギ・クリコフ ウラジミール・ブレ         | 競泳   | 男子4×200m自由形リレー     |
| 銅     | ガリナ・プロズメンシコワ                                                                  | 競泳   | 女子200m平泳ぎ             |
| 銅     | オマル・プハカドゼ                                                                        | 自転車 | 男子スプリント             |